# Luigi Bassi
Pour les articles homonymes, voir Bassi.
Luigi Bassi (né en 1833 à Crémone et mort en 1871 à Milan) est un clarinettiste et compositeur italien. Il a étudié au conservatoire de Milan sous la direction de Benedetto Carulli de 1846 à 1853. Luigi Bassi était le principal clarinettiste de La Scala de Milan. Il a écrit 27 œuvres pour la clarinette et 15 fantaisies d'opéra pour cet instrument, dont sa Fantaisie brillante sur le Rigoletto de Giuseppe Verdi.

## Biographie
On ne sait que peu de choses de la vie de Luigi Bassi. De 1846 à 1853, il étudie avec Benedetto Carulli au Conservatoire de Milan, dont la bibliothèque contient encore les travaux d'étudiant de Bassi sur le solfège et une petite aria qu'il a composée pour soprano, datée de 1851. La première prestation solo connue de Bassi a lieu en septembre 1852 lors d'un concert au Teatro Santa Radegonda de Milan, où il a interprété les Fleurs pour Rossini d'Ernesto Cavallini. Un article a été écrit sur cette prestation dans le journal Gazzetta musicale di Milano, dans lequel l'auteur a noté que pour un étudiant du conservatoire, Luigi Bassi a des capacités étonnantes.
Après avoir quitté le Conservatoire, Luigi Bassi poursuit sa carrière de musicien soliste, tout en se produisant dans des orchestres de différents opéras de Milan, dont la Scala à partir de 1853, siège de Cavallini, parti en Russie, ainsi qu'au Teatro Carcano (à partir de 1853) et au Teatro Canobbiana (vers 1861-1864). En 1864, il a joué le Septuor pour cordes et vents de Beethoven avec les membres de l'orchestre de la Scala. Hans von Bülow est l'un des musiciens qui ont loué les talents d'interprète de Bassi.
L'héritage compositionnel de Bassi comprend 27 œuvres pour clarinette, dont les plus célèbres sont des fantaisies et des variations sur des thèmes d'opéras de Verdi, Bellini et Donizetti. Il a également écrit des grands duos pour clarinette, des manuels pédagogiques et un concerto pour clarinette. Les œuvres nous sont parvenus sous forme de manuscrits et de premières publications (casa Ricordi...).
Il est dédicataire d'œuvres comme le Gran terzetto di concerto per flauto, oboe e clarinetto con accompagn. di pianoforte od orchestra op. 40 (ca. 1857) de Polibio Fumagalli.

## Œuvres (sélection)
- 4 duetti per due clarinetti, Dedicati all'egregio maestro signor cavaliere Lauro Rossi, (Milan : Tito di G. Ricordi , 1860 circa)
- 24 melodie italiane di Adam, Bellini, Donizetti, Marcadante, Rossini, Verdi / trascritte per violino da D. Alard ; ridotte per clarinetto solo (transcrites pour violon par D. Alard ; réduites pour clarinette solo), (Ricordi, 1863)
- Roberto il diavolo - Tre piccole fantasie per due clarinetti o per oboe e clarinetto in do, d' après l'opéra de Giacomo Meyerbeer (Milan : Tito di G. Ricordi , 1864)
- Introduzione e Quartetto « Bella figlia dell'amore » nell'opera Rigoletto, (quelques années avant 1865), d'après l'opéra de Verdi
- Fantasia da concerto du motivo del Rigoletto (1865), d'après l'opéra de Verdi
- Souvenir di Donizetti : divertimento per clarinetto con accomp.to di pianoforte, composto e dedicato al suo fratello Ferdinando da Luigi Bassi, (Turin : Giudici e strada, 1865)
- Collezione delle migliori opere per clarinetto e piano-forte, (Milan : F. Lucca, 1866?)
- Paraphrase sur l'opéra « La Sonnambula » de Vincenzo Bellini (1867)
- Divertimento per Clarinetto con Pfte sulla Forza del destino, (Ricordi, 1869)
- Transcription de Don Carlos de Verdi pour clarinette avec piano, (Ricordi, 1869)
- Divertimento sopra motivi dell'opera « Il Trovatore », d'après l'opéra de Verdi
- Divertimento sopra motivi dell'opera  « La favorite », d'après l'opéra de Donizetti
- Fantasia dall'opera I puritani, d'après l'opéra de Bellini
- Lamento, Nocturne
- Trois nocturnes

Certaines de ces études ont été adaptées pour saxophone ou hautbois :
- 27 Virtuoso Studies (Carl Fischer)